# Пістун Микола Данилович
Пістун Микола Данилович (19 травня 1933 -19 липня 2024 року) — український географ, заслужений працівник народної освіти України, доктор географічних наук, професор кафедри економічної та соціальної географії Київського національного університету імені Тараса Шевченка, відмінник народної освіти України, академік АН ВШ України.

## Біографія
Народився 19 травня 1933 року в селі Гійче Рава-Руського повіту (територія сучасного Жовківського району) Львівського воєводства. Закінчив із відзнакою у 1955 році географічний факультет Львівського університету імені Івана Франка за спеціальністю «економічна географія», аспірантуру (1961 року) та докторантуру (1974 року) при кафедрі економічної географії Київського університету імені Тараса Шевченка.
У 1955—1958 роках працював вчителем географії і старшим вихователем у школах Острога Рівненської області. З 1959 року — у Київському університеті (аспірант, асистент, з 1963 р. — доцент). Кандидатська дисертація «Географія виробництва технічних культур Волинської і Ровенської областей» захищена в 1962 році зі спеціальності 11.00.02 — економічна географія СРСР; докторська дисертація «Аграрно-територіальні комплекси: теорія і досвід економіко-географічного дослідження» захищена в 1975 році зі спеціальності 11.00.02 — економічна географія СРСР. У 1967—1968 роках перебував на стажуванні у Загребському університеті (Югославія). З 1972 року — старший науковий співробітник (докторант), з 1975 до 1998 року — професор, завідувач кафедри економічної та соціальної географії. У 2003—2008 роках провідний науковий співробітник Інституту географії НАН України. З 2008 року професор-консультант.
Був ряд років головою ревізійної комісії, членом президії Українського географічного товариства, почесний член товариства, редактором міжвідомчого наукового збірника «Економічна географія», членом редколегії Української географічної енциклопедії, ряду інших видань, головою докторської спеціалізованої ради, членом науково-методичної ради Міністерства освіти України, заступником голови Відділення наук про Землю, керівником комісії з географії АН ВШ України, членом редколегії «Українського географічного журналу», членом експертної ради ВАК України з географічних наук, членом Ради старійшин Київського університету.
У Київському університеті опрацював і читав ряд дисциплін: географію сільського господарства, географію зарубіжних країн, основи наукових досліджень, географію АПК, розвиток суспільно-географічної думки та організацію праці науковця, основи теорії суспільної географії, історію і методологію суспільної географії. Для більшості цих дисциплін видав навчальні посібники.
Підготував 10 кандидатів і одного доктора географічних наук (спеціальність 11.00.02).
Понад 20 років керував економіко-географічною експедицією, забезпечив наукове керівництво ряду держбюджетних і господарсько-договірних тем.

## Нагороди і відзнаки
Лауреат нагороди Ярослава Мудрого. Заслужений працівник освіти України, відмінник освіти України.

## Наукові інтереси
Фахівець у галузі теоретико-методологічних основ суспільної географії, проблем географії сільського господарства і агропромислового комплексоутворення України, суспільно-географічних аспектів регіональної політики України, методики організації навчального процесу у вищій школі, методики суспільно-географічних досліджень, територіальної організації митної діяльності.
Має понад 290 наукових праць, у тому числі розділи у 5 монографіях, 8 навчальних посібниках, два написані особисто. Основні наукові праці:
1. Аграрно-територіальні і аграрно-промислові комплекси Житомирської області. — К., 1972 (у співавторстві, відповідальний редактор).
2. Чернігівська область (економіко-географічна характеристика). — К., 1975 (у співавторстві, відповідальний редактор).
3. Економічна географія зарубіжних країн. Соціалістичні країни. — К., 1981 (у співавторстві, відповідальний редактор).
4. Географія сільського господарства СРСР. — К., 1983 (у співавторстві).
5. Географія Української РСР. — К., 1982 (у співавторстві, відповідальний редактор).
6. Трудові зв'язки у великому місті. — К., 1984 (у співавторстві).
7. (рос.) Экономическая география СССР. Районная часть. — К., 1984 (у співавторстві, відповідальний редактор).
8. Агропромисловий комплекс сьогодні. — К., 1985 (у співавторстві).
9. (рос.) Основы научных исследований. География. — К., 1988 (у співавторстві, відповідальний редактор).
10. Економіко-географічний комплекс великого міста (на прикладі м. Києва). — К., 1989.
11. Агропромисловий комбінат «Рось»: територіальна і комплексно-пропорційна організація. — К., 1994 (у співавторстві).
12. Основи теорії суспільної географії. — К., 1994, 1996.
13. Географія агропромислових комплексів. — К., 1997 (у співавторстві).
14. Регіональна політика в Україні: суспільно-географічний аспект. — К., 2004 (у співавторстві).
15. Розвиток суспільної географії в Україні у ХХ — на початку XXI століть. — К., 2007.
16. Сучасні проблеми регіонального розвитку: навчальний посібник. — К., 2009 (у співавторстві).
17. Географія у моєму житті: Монографія. — К., 2009.